# Hypseleotris
Hypseleotris là một chi cá bống trong họ Cá bống đen.

## Các loài
Hiện hành, trong chi này ghi nhận có 16 loài sau:
- Hypseleotris aurea (Shipway, 1950): Nó là loài đặc hữu của Úc.
- Hypseleotris barrawayi Larson, 2007[2]
- Hypseleotris compressa (J. L. G. Krefft, 1864) (Empire gudgeon)
- Hypseleotris compressocephalus (W. Chen, 1985)
- Hypseleotris cyprinoides (Valenciennes, 1837) (Tropical carp-gudgeon)
- Hypseleotris ejuncida Hoese & G. R. Allen, 1982: Nó là loài đặc hữu của Úc.
- Hypseleotris everetti (Boulenger, 1895)
- Hypseleotris galii (J. D. Ogilby, 1898) (Firetailed gudgeon)
- Hypseleotris guentheri (Bleeker, 1875)
- Hypseleotris hotayensis (Đ. Y. Mai, 1978)
- Hypseleotris kimberleyensis Hoese & G. R. Allen, 1982: Nó là loài đặc hữu của Úc.
- Hypseleotris klunzingeri (J. D. Ogilby, 1898)
- Hypseleotris leuciscus (Bleeker, 1853)
- Hypseleotris pangel Herre, 1927
- Hypseleotris regalis Hoese & G. R. Allen, 1982: Nó là loài đặc hữu của Úc.
- Hypseleotris tohizonae (Steindachner, 1880): Nó là loài đặc hữu của Madagascar. Môi trường sống tự nhiên của nó là các con sông.